# Nematogobius
 Nematogobius é um género de peixe da família Gobiidae e da ordem Perciformes.

## Espécies
- Nematogobius ansorgii (Boulenger, 1910)
- Nematogobius brachynemus (Pfaff, 1933)[3]
- Nematogobius maindroni (Sauvage, 1880)[4][5][6][7][8][9][10][11][12]